# 橘良殖
橘 良殖（たちばな の よしたね）は、平安時代前期の公卿。摂津守・橘安吉雄の子。官位は従四位上・参議。

## 経歴
宇多朝初頭の仁和3年（887年）従五位下に叙爵。寛平2年（890年）伊賀守に任ぜられると、遠江守・美濃介・播磨介・越前守・近江介/権守・備前守と、宇多朝から醍醐朝にかけてほぼ30年の長きに亘り七ヶ国の地方官を歴任する。またこの間、寛平7年（895年）従五位上、延喜14年（914年）従四位下、延喜17年（917年）従四位上と昇進している。
延喜19年（919年）参議兼宮内卿に任ぜられ公卿に列すが、翌延喜20年（920年）2月28日卒去。享年57。最終官位は参議従四位上守宮内卿兼美濃権守。

## 官歴
『公卿補任』による。
- 仁和3年（887年） 11月17日：従五位下（氏爵）
- 寛平2年（890年） 正月28日：伊賀守
- 寛平7年（895年） 正月11日：遠江守。2月14日：従五位上
- 昌泰2年（899年） 3月7日：美濃介[1]。4月2日：播磨介
- 延喜4年（904年） 正月21日：播磨介
- 延喜6年（906年） 正月11日：越前守
- 延喜11年（911年） 正月13日：近江介[2]
- 延喜14年（914年） 正月7日：従四位下。10月2日[3]：近江(権)守
- 延喜15年（915年） 正月12日：備前守
- 延喜17年（917年） 11月17日：従四位上
- 延喜19年（919年） 正月28日：参議。6月3日：兼宮内卿
- 延喜20年（920年） 正月20日[4]：兼美濃守。2月28日：卒去（参議従四位上守宮内卿兼美濃権守）

## 系譜
- 父：橘安吉雄
- 母：飛鳥虎継の娘
- 妻：藤原保蔭の娘
- 生母不明の子女
  - 男子：橘敦行
  - 男子：橘純行
  - 男子：橘敏行
  - 女子：藤原元方室
  - 女子：橘恵子（藤原尹文室）